# Stazione di Dordrecht
La stazione di Dordrecht è la principale stazione ferroviaria di Dordrecht, Paesi Bassi. È una stazione di superficie passante a sette binari sulla linea ferroviaria Breda-Rotterdam.